# Loureiro (Oliveira de Azeméis)
Loureiro es una freguesia portuguesa del concelho de Oliveira de Azeméis, con 21,00 km² de superficie y 3.491 habitantes (2001). Su densidad de población es de 166,2 hab/km².